# 绍兴轨道交通4号线
紹興軌道交通4號綫是紹興軌道交通的一條綫路，將來1號綫支綫將併入4號綫並從黃酒小鎮站向南延伸至銀橋路站，成為4號綫一期。這條路綫于2025年2月8日開始建設。
4號綫一期全長27.83千米，採用全地下走綫並設站21座。其中1號綫支綫路段長7.3千米，設站6座；4號綫新建路段長20.53公里，設站15座。

## 线路走向
1号线支线起自会展中心站，沿绸缎路向东至绍兴北站后转向南，沿站前大道敷设至体育路，在黄酒小镇站并入1号线主线，长7.3千米，设6座车站，2024年4月1日部分开通运营（黄酒小镇站-大庆寺站段）。1号线支线远期将成为4号线的一部分。
4号线一期新建线路起于既有1号线黄酒小镇站（不含），终止于人民东路与银桥路交叉口的银桥路站，线路沿孝贞路-上大路-胜利西路-胜利东路-五云南路-梅龙河-人民东路敷设，全长约20.53千米，全线采用地下敷设方式，共设15座车站。设一座车辆段，为青甸湖车辆段，新建人民东路主变电所（与5号线共享），共享1号线笛扬路主变电所，共用一期镜湖控制中心。

## 历史
2021年12月，绍兴轨道交通官网发布《绍兴市城市轨道交通第二期建设规划环评公众意见征询》及《绍兴市城市轨道交通第二期建设规划社会风险评估公示》，其中4号线一期工程在拆解1号线支线的基础上向南延伸，新建段全长20.2千米，全部为地下线，起于1号线支线黄酒小镇站，向南延伸经陆游故里区域后，沿胜利西路、胜利东路向东穿过古城，穿越东环城河后转向南至人民东路，沿人民东路继续向东延伸延伸至银桥路为止。线路串联绍兴北站片区、青甸湖片区、绍兴古城、迪荡片区、城东片区。
2022年1月，柯桥区人民政府发布柯桥区综合交通运输发展“十四五”规划，规划中展示4号线在1号线支线北侧终点的基础上继续沿329国道向西延伸，至临杭大道附近转向南延伸，在临杭大道站与1号线换乘，直至临杭大道与柯南大道路口附近的湖塘站，与2号线东延段以及杭州地铁衔接。
2024年9月3日，4号线工程总体设计获专家评审。

## 车站列表
| 站名     | 里程 （千米） | 换乘路线      | 所在地 | 站台形式       | 启用日期         |
| -------- | ------------- | ------------- | ------ | -------------- | ---------------- |
| 会展中心 | 19.72         | —             | 柯桥区 | 地下二层岛式   | 2025年6月30日    |
| 绍兴北站 | 21.64         | —             | 越城区 | 地下三层岛式   | 2025年6月30日    |
| 大庆寺   | 22.89         | —             | 越城区 | 地下二层岛式   | 2024年4月1日     |
| 湖西     | 23.95         | —             | 越城区 | 地下二层岛式   | 2024年4月1日     |
| 绍兴一中 | 25.20         | —             | 越城区 | 地下二层岛式   | 2024年4月1日     |
| 黄酒小镇 | 26.20         | █ 1号线       | 越城区 | 地下二层双岛式 | 2024年4月1日     |
| 东浦     | 27.46         | 2号线（规划） | 越城区 | 地下三层岛式   | 4号线一期 建设中 |
| 大树江   | 28.66         | —             | 越城区 | 地下二层岛式   | 4号线一期 建设中 |
| 青甸湖   | 30.90         | —             | 越城区 | 地下二层岛式   | 4号线一期 建设中 |
| 陆游故里 | 32.41         | —             | 越城区 | 地下二层岛式   | 4号线一期 建设中 |
| 二环西路 | 33.67         | —             | 越城区 | 地下二层岛式   | 4号线一期 建设中 |
| 胜利西路 | 34.54         | 3号线（规划） | 越城区 | 地下二层岛式   | 4号线一期 建设中 |
| 府山西路 | 35.45         | —             | 越城区 | 地下三层岛式   | 4号线一期 建设中 |
| 城市广场 | 36.53         | █ 1号线       | 越城区 | 地下二层岛式   | 4号线一期 建设中 |
| 世茂广场 | 37.79         | —             | 越城区 | 地下三层岛式   | 4号线一期 建设中 |
| 世茂天际 | 38.40         | —             | 越城区 | 地下四层叠侧式 | 4号线一期 建设中 |
| 平江路   | 39.97         | —             | 越城区 | 地下二层岛式   | 4号线一期 建设中 |
| 人民东路 | 41.10         | █ 5号线       | 越城区 | 地下二层岛式   | 4号线一期 建设中 |
| 迎宾路   | 42.71         | —             | 越城区 | 地下二层岛式   | 4号线一期 建设中 |
| 独树路   | 44.57         | —             | 越城区 | 地下二层岛式   | 4号线一期 建设中 |
| 银桥路   | 46.83         | 6号线（规划） | 越城区 | 地下一层侧式   | 4号线一期 建设中 |